# 米科拉伊夫卡 (杜布諾區)
50°23′21″N 25°29′20″E / 50.38917°N 25.48889°E
米科拉伊夫卡（羅馬化：Mykolaivka）是烏克蘭西部羅夫諾州杜布諾區波夫恰市鎮的村莊，始建於1932年，面積20.5平方公里，海拔高度292米，2001年人口434、2022年人口397，人口密度每平方公里21.2人。